# Editors
 (транскр.  Едиторс) енглеска је музичка група. Основана је 2002. у Бирмингему, а у првим годинама постојања променила је три назива — Pilot, The Pride и Snowfield. Од септембра 2004. године носи садашњи назив. Често је пореде са саставима као што су Echo and the Bunnymen, , ,  и 

## Чланови

### Садашњи
- Том Смит — главни вокал, ритам-гитара, клавир
- Расел Лич — бас-гитара, синтесајзер, пратећи вокал
- Едвард Леј — бубањ, удараљке, пратећи вокал
- Џастин Локи — соло гитара
- Елиот Вилијамс — клавијатуре, синтесајзери, гитаре, пратећи вокал
- Бенџамин Џон Пауер — клавијатуре, синтесајзери, електроника

### Бивши
- Герајнт Овен — бубањ
- Крис Урбанович — соло гитара

## Дискографија

### Студијски албуми
- (2005)
- (2007)
- (2009)
- (2013)
- (2015)
- (2018)
- (2022)

### Мини-албуми
- (2019)

### Компилације
- (2019)

## Награде и номинације
- Награда Меркјури

| Година | Категорија   | Номиновано дело | Исход      | Изв.  |
| ------ | ------------ | --------------- | ---------- | ----- |
| 2006.  | Албум године |                 | Номинација | [ 6 ] |

- Награде Брит

| Година | Категорија              | Номиновано дело | Исход      | Изв.  |
| ------ | ----------------------- | --------------- | ---------- | ----- |
| 2008.  | Најбоља британска група | —               | Номинација | [ 7 ] |

## Наступи у Србији
| Датум            | Mесто      | Простор                 | Напомене                 | Изв.          |
| ---------------- | ---------- | ----------------------- | ------------------------ | ------------- |
| 8. јул 2011.     | Нови Сад   | Петроварадинска тврђава | у оквиру фестивала Егзит | [ 8 ] [ 9 ]   |
| 21. јун 2018.    | Крагујевац | Кнежев арсенал          | у оквиру Арсенал феста   | [ 10 ] [ 11 ] |
| 28. август 2024. | Београд    | Лука Београд            | —                        | [ 12 ] [ 13 ] |